# Васильєв Євген Вікторович
Євге́н Ві́кторович Васи́льєв (нар. 23 жовтня 1972 — 25 вересня 2014) — капітан Збройних сил України, учасник російсько-української війни.

## Життєвий шлях
Народився 1972 року в місті Гуляйполе (Запорізька область). 1993 року закінчив Новосибірське вище командне училище, став командиром мотострілецького взводу. У жовтні того ж року перевівся з Росії до України, в систему Міністерства внутрішніх справ.
З 1993 по 2000 рік працював в Гуляйпільському райвідділі внутрішніх справ, потім перейшов на роботу до податкової міліції, з якої звільнився червнем 2003-го.
Був призваний по мобілізації 18 березня 2014-го — для доукомплектування Гуляйпільського райвійськкомісаріату, старший офіцер мобілізаційного відділення.
21 серпня того ж року за розпорядженням вищого командування був направлений у відрядження до 17-ї окремої танкової бригади, що перебувала в зоні бойових дій — для вивчення та розв'язання проблем військовослужбовців, мобілізованих із Запорізької області.
Загинув внаслідок вибуху гранати.
28 вересня 2014-го похований у Гуляйполі на Ворошилівському кладовищі.
Лишились батьки, дружина, син 1996 р.н.

## Нагороди та вшанування
За особисту мужність і героїзм, виявлені у захисті державного суверенітету та територіальної цілісності України, вірність військовій присязі під час російсько-української війни, відзначений — нагороджений
- 16 січня 2016 року — орденом Богдана Хмельницького ІІІ ступеня (посмертно)[4]
- 2016 року — пам'ятним нагрудним знаком «Кров за Україну» (посмертно)[5]
- 21 червня 2017 року — орденом «За заслуги перед Запорізьким краєм» ІІІ ступеня (посмертно)[6].
- відзнака Президента України «За участь в антитерористичній операції» (посмертно)
- Його портрет розміщений на меморіалі «Стіна пам'яті полеглих за Україну» у Києві: секція 4, ряд 8, місце 25